# Filosofia de la tècnica
La filosofia de la tècnica és una categoria una mica més àmplia que la usual filosofia de la tecnologia. Aquesta filosofia és' remitent a la gènesi mateixa de la tècnica, noció anterior a la de tecnologia. En aquest sentit caldria entendre "tecnologia" com la tècnica resultant de la simbiosi entre ciència i tècnica, el que especialment ocorre a partir de la segona meitat del segle xx, a conseqüència de la incursió de les grans corporacions en la investigació científica, i conseqüentment la creació d'un nou model de científic assalariat.
Semblés que "tecnologia" remet a la sofisticació de la tècnica, sobretot a partir de la informàtica. Una tècnica amb base científica seria una tecnologia. Sobre la base d'aquesta distinció, pot comprendre's que "filosofia de la tecnologia" apunta a treballar els conceptes emergents d'aquesta nova i sofisticada tècnica.
"Si no sabem a tot moment en què anem, pot resultar útil saber d'on venim". Això és el que intenta descobrir la ciència de la filosofia i la història de la filosofia, oferint les explicacions i les solucions que van donar els grans pensadors de la història de la humanitat, a qüestions com aquesta.
No obstant això hi ha altres interpretacions que permeten reprendre la categoria de "Filosofia de la tècnica" com aquella que elabora i reflexiona sobre els conceptes de totes les tècniques sense distinció. Para Gilbert Simondon, filòsof francès que va viure entre 1924 i 1989, és convenient usar el terme "tecnologia" seguint la seva etimologia: "estudi o coneixement de la tècnica". D'aquesta manera tècnica i tecnologia no són nocions d'una mateixa classe; la tecnologia seria l'estudi de les tècniques. Sosté Simondon: "La filosofia ha de fundar la tecnologia, que és l'ecumenisme de les tècniques, perquè perquè les ciències i l'ètica poden trobar-se en la reflexió, fa falta una unitat de les tècniques...", és a dir que la filosofia necessita una unitat de les tècniques, la tecnologia, per reflexionar sobre les ciències i l'ètica. La filosofia de la tècnica inclou també la reflexió sobre la tecnologia en tant estudi de totes les tècniques.